# 児童手当

OECD各国のGDPにおける社会支出割合（％、種類別）。
黄緑色（Family）が家族関係社会支出で、児童手当が含まれる。

児童手当（じどうてあて）は、児童を育てる保護者に対して、主に行政から支給される公的扶助制度のことである。いくつかの国で実施されており、タックスクレジットの形をとることもある。

## 歴史
扶養する児童や家族がいることに対して、政府が金銭の形で手当を支給する制度は、第一世界大戦への参戦により人口の約2パーセントを失い、また世界恐慌の影響によって少子化が懸念されていたニュージーランドで1926年に行なわれた児童手当制度に始まる。ヨーロッパ先進国の中で近代的児童手当制度の端緒となったのはナチス政権下のドイツ国家社会主義公共福祉（ナチス福祉局）によるドイツ児童手当制度 (Das Deutsche Institut für Jugendhilfe e.V.) であり、「児童扶助 (Kinderbeihilfe)」は当時から人口政策的な目的を有していた。当時ドイツ以外のヨーロッパ先進各国においては、労働運動とフェミニストは使用者である資本家の拠出金に基づいて設計された児童手当制度に反対することが多く、制度導入に立ち遅れていた。1950年代以降、先進国各国において少子高齢化の傾向が顕著となり児童の育成を経済的な面から支援することにより、児童のいる家庭の生活を安定させ出産と子育てを奨励し、また児童自身の健全な成長を促す目的で、児童手当の制度が各国で整備されるようになった。結果、欧州各国では児童を養育する家庭に対する手当制度が制定されたが、アメリカ合衆国では導入は進まなかった。
日本では戦前から国力増強のため多産が奨励されており、労働者もまた、被用者自身から本人拠出金を徴収するという案には反応したものの、企業の拠出金による児童手当については他国の労働組合のような警戒心を持たなかったが、導入の進まないアメリカ合衆国の強い影響下にあった事や財政的制約もあり、1971年5月27日になって児童手当法が制定されている。しかしその後、高度経済成長を経て日本国内で人口増加政策への関心が薄れると、制度縮小が叫ばれるようになり、「日本では養育費の社会的負担 という考え方はなじみにくい」と主張され、労働者の賃金にも家族手当が含まれる年功型が多いことや税制上の扶養控除もあること、被用者に関しては企業の拠出負担があるのに対し、非被用者に関しては全額公費負担となっているのは公平・適正とは言いがたいことから、財政制度審議会や大蔵省は導入からわずか4年後の1975年には児童手当制度廃止も含めた見直しや所得制限の強化を求めるようになった。1977年の「行政改革の推進について」の閣議決定時には、日本はいったん児童手当の縮小・廃止の意向を固めており、1978年には所得制限緩和の据え置きを、また国債残高の累増が問題化していた1979年12月には、財政制度審議会第2特別部会が「歳出の合理化に関する報告」において児童手当制度の根本的な見直しが建議されている。
こうした流れの延長線として2001年11月5日に新聞各紙が、「政府は児童手当制度を廃止する計画」と報じ、3年後に廃止予定が公表されたものの、次第に少子高齢化の急速な進展による産業縮小が顕在化することとなり、半世紀前の多産奨励政策の復活が叫ばれはじめると、制度廃止から一転して、制度維持が決定された。2010年度から11年度は時限立法により子ども手当制度が本手当を包括したが、2012年度から再び児童手当の名称で支給されている。2015年度からは、子ども・子育て支援法に基づく子どものための現金給付として位置づけられるようになった。

## 各国の制度
アイルランド
16歳未満の子全員に毎月支給され、また18歳未満の子のうち学生 (full-time education)、職業訓練 (full-time training) を受けている場合、障害があり就労等ができない場合に支給される。一人当たり140ユーロ（非課税）であり、双子の場合は1.5倍、多胎児の場合は2倍の額が支給される。
| 子どもの数 | 月額（2021年） |
| ---------- | -------------- |
| 1人        | €140           |
| 2人        | €280           |
| 3人        | €420           |
| 4人        | €560           |
| 5人        | €700           |
| 6人        | €840           |
| 7人        | €980           |
| 8人        | €1120          |

アメリカ
児童手当の制度はなく、児童税額控除としてタックスクレジットの形をとる。適格な子（17歳未満等の要件を満たす子）1人当たり、2,000ドルの税額控除が与えられる。
イギリス
16歳未満の子どもが対象であり、教育・職業訓練中の場合は20歳未満まで支給される。所得が50,000ポンドを超える人が児童手当を受給する場合には、児童手当税として実質的に支給額が減額され、所得が60,000ポンドを超えると実質的な支給額がゼロになる。また、児童手当と別に児童税額控除の制度があり、現在、他の税額控除や給付制度と統合されたユニバーサルクレジットへの移行中となっている。
| 子どもの数 | 週額（2021年） |
| ---------- | -------------- |
| 第1子      | £21.05         |
| 第2子以降  | £13.95         |

オーストラリア
子どもが生まれた時に、Baby Bonusとして5,294オーストラリアドルが支給される。
カナダ
児童手当は17歳以下の子どもが対象であり、6歳未満の子ども1人当たり563.75カナダドル（月額）、6 - 17歳の子ども1人当たり475.66カナダドル（月額）が支給される（2021年1月現在）。所得が31,711カナダドルを上回る場合、減額される。減額率は子どもの数によって異なる。これと別に州政府が給付付き税額控除の制度を設けている場合がある。
| 子どもの数 | 世帯所得に応じた減額率（2021年1月）                                 | 世帯所得に応じた減額率（2021年1月）     | 世帯所得に応じた減額率（2021年1月） |
| 子どもの数 | 31,711カナダドル未満                                                | 31,711カナダドル超 68,708カナダドル未満 | 68,708カナダドル超                  |
| ---------- | ------------------------------------------------------------------- | --------------------------------------- | ----------------------------------- |
| 1人        | 6歳未満 6,765カナダドル 6～17歳 5,708カナダドル （1人当たり／年額） | 超過分の7%減                            | 超過分の3.2%減                      |
| 2人        | 6歳未満 6,765カナダドル 6～17歳 5,708カナダドル （1人当たり／年額） | 超過分の13.5%減                         | 超過分の5.7%減                      |
| 3人        | 6歳未満 6,765カナダドル 6～17歳 5,708カナダドル （1人当たり／年額） | 超過分の19%減                           | 超過分の8%減                        |

韓国
児童手当は7歳未満の子が対象となり、月額10万ウォンが支給される。
スウェーデン
児童手当は16歳未満の子どもが対象となる。16歳以上の子どもについても、義務教育相当の学校に通っている場合は最長18歳まで延長児童手当が支給される。子どもの人数が増えた場合には多子加算が適用される。
| 子どもの数 | 児童手当額 | 多子加算額 | 合計額    |
| ---------- | ---------- | ---------- | --------- |
| 1人        | 1,250 SEK  | 0 SEK      | 1,250 SEK |
| 2人        | 2,500 SEK  | 150 SEK    | 2,650 SEK |
| 3人        | 3,750 SEK  | 730 SEK    | 4,480 SEK |
| 4人        | 4,000 SEK  | 1740 SEK   | 6,740 SEK |

ドイツ
18歳未満の子どもが対象であり、教育・職業訓練期間中の場合は25歳未満まで、失業中の場合は21歳未満まで、25歳未満になるまでに障害を負い就労困難である場合には無期限となる。児童手当として現金給付を受けるか、児童控除として税額控除を受けることができる（児童控除の方が児童手当よりも有利な場合は、児童控除が優先され、児童手当は精算される）。低所得の場合は児童加算の制度により増額される。
| 子どもの数 | 月額（2021年） |
| ---------- | -------------- |
| 第1子      | €219           |
| 第2子      | €219           |
| 第3子      | €225           |
| 第4子以降  | €250           |

ノルウェー
18歳未満の子どもに支給される。一人親家庭の場合、加算制度がある。
| 子どもの年齢    | 月額（2020年9月） |
| --------------- | ----------------- |
| 6歳未満         | 1,354 NOK         |
| 6歳以上18歳未満 | 1,054 NOK         |

フィンランド
国内にいる17歳未満の子に毎月支給される（非課税）。一人親家庭の場合、子ども1人あたり63.30ユーロが追加される。
| 子どもの数 | 月額（2021年） |
| ---------- | -------------- |
| 第1子      | €94.88         |
| 第2子      | €104.84        |
| 第3子      | €133.79        |
| 第4子      | €163.24        |
| 第5子以降  | €182.69        |

フランス
20歳未満の子どもを2人以上扶養している世帯に対して家族手当が支給される。子どもが1人の場合は原則として支給されない。ただし、家族手当とは別の制度である「乳幼児受入手当」や「新学年手当」は子どもが1人でも支給される。14歳以上の子どもに対しては支給額が加算される。20歳以上の子どものうち、要件を満たす場合は21歳まで一定額（2021年1月時点では満額で83.44ユーロ）が支給される。2015年7月から所得制限が設けられており、一定所得を超えた場合、給付額が2分の1又は4分の1となる。
| 子どもの数           | 月額（2020年1月）     | 月額（2020年1月）                | 月額（2020年1月）   |
| 子どもの数           | 年間所得 €69,309 以下 | 年間所得 €69,309 超 €92,381 以下 | 年間所得 €92,381 超 |
| -------------------- | --------------------- | -------------------------------- | ------------------- |
| 2人                  | €131.55               | €65.78                           | €32.89              |
| 3人                  | €300.10               | €150.05                          | €75.03              |
| 4人                  | €468.66               | €234.33                          | €117.16             |
| 14歳以上の子への加算 | €65.78                | €32.89                           | €16.45              |

## 日本の制度
日本における児童手当はミーンズテストによる公的扶助に分類され、児童手当法（昭和46年法律第73号）が制定され、1972年度以降支給されている。額の改定や対象となる児童の年齢については数年ごとに改正され、子ども手当制度を経て、2012年からは、中学生（15歳になって最初の3月31日までの者）以下を対象に月1万5千円又は1万円が支給されている。三党合意に基づく子ども・子育て関連3法の制定により、2015年度からは、子ども・子育て支援法に基づく子どものための現金給付として位置づけられるようになり、財源等の条項は子ども・子育て支援法に移行した。2024年10月からは、児童手当法の改正によって、所得制限を撤廃、支給期間を高校生（18歳になって最初の3月31日までの者）以下まで延長、第3子以降の手当額を月3万円に増額、支給回数を偶数月の年6回に変更された。
- 児童手当法について、以下では条数のみ記す。

### 目的・定義
児童手当法は、子ども・子育て支援法（平成24年法律第65号）第7条1項に規定する子ども・子育て支援の適切な実施を図るため、父母その他の保護者が子育てについての第一義的責任を有するという基本的認識の下に、児童を養育している者に児童手当を支給することにより、家庭等における生活の安定に寄与するとともに、次代の社会を担う児童の健やかな成長に資することを目的とする（第1条）。児童手当の支給を受けた者は、児童手当がこの目的を達成するために支給されるものである趣旨にかんがみ、これをその趣旨に従って用いなければならない（第2条）。
児童手当法において「児童」とは、18歳に達する日以後の最初の3月31日までの間にある者であって、日本国内に住所を有するもの又は留学その他の内閣府令で定める理由により日本国内に住所を有しないものをいう（第3条）。また「施設入所児童」とは、児童福祉法（昭和22年法律第164号）に規定する小規模住居型児童養育事業を行う者又は同法に規定する里親に委託されている児童（短期間（2ヶ月以内）の委託をされている者を除く。）、障害児入所施設、指定発達支援医療機関、乳児院等、障害者支援施設、のぞみの園、救護施設、更生施設若しくは婦人保護施設（以下「障害児入所施設等」という。）に入所している児童をいう。

### 手当を受ける者
児童手当は以下のいずれかに該当する者に支給される（第4条）。児童自身に対して支給されるのではない。
1. 次のいずれかに掲げる児童（以下「支給要件児童」という。）を監護し、かつ、これと生計を同じくするその父又は母（当該支給要件児童に係る未成年後見人があるときは、その未成年後見人とする。以下「父母等」という。）であって、日本国内に住所（未成年後見人が法人である場合にあっては、主たる事務所の所在地とする。）を有するもの
  - 15歳に達する日以後の最初の3月31日までの間にある児童（施設入所等児童を除く。以下「中学校修了前の児童」という。）
  - 中学校修了前の児童を含む二人以上の児童（施設入所等児童を除く。）
2. 日本国内に住所を有しない父母等がその生計を維持している支給要件児童と同居し、これを監護し、かつ、これと生計を同じくする者（当該支給要件児童と同居することが困難であると認められる場合にあっては、当該支給要件児童を監護し、かつ、これと生計を同じくする者とする。）のうち、当該支給要件児童の生計を維持している父母等が指定する者であって、日本国内に住所を有するもの（当該支給要件児童の父母等を除く。以下「父母指定者」という。）
3. 父母等又は父母指定者のいずれにも監護されず又はこれらと生計を同じくしない支給要件児童を監護し、かつ、その生計を維持する者であつて、日本国内に住所を有するもの
4. 15歳に達する日以後の最初の3月31日までの間にある施設入所等児童（以下「中学校修了前の施設入所等児童」という。）が委託されている小規模住居型児童養育事業を行う者若しくは里親又は中学校修了前の施設入所等児童が入所若しくは入院をしている障害児入所施設等の設置者

通常は児童の親が手当を受けることになるが、両親ともが児童を養育していない場合は、未成年後見人や代わって児童を養育している者に手当が支給される。受給者は国内に居住している必要があり、留学等の事情があり父母がともに国外に在住している場合は、父母のうちどちらを児童手当の受給者とするかについては、同居している者がいる場合は同居者を優先し、それでも決まらなければ児童の生計を維持する程度が高い者が受給者になる。
児童福祉施設に入所していたり里親に委託されていたりする児童については、施設の長又は里親が手当を受ける。この場合、所得制限はない。
児童手当を受ける者がその児童手当を受ける前に死亡した場合、児童本人が手当を受けることができる（第12条）。

### 手当の額
児童手当の額は、受給者ごとに児童の人数と年齢によって決定される（第6条）。児童の1人目・2人目は3歳未満の場合は月額15,000円、3歳以上であれば10,000円が支給される。3人目以降の場合には月額が30,000円に増額される。施設入所児童の場合、人数にかかわらず児童が3歳未満の場合は月額15,000円、3歳以上であれば10,000円となる。なお計算に当たって、18歳に達する日以後の最初の3月31日を経過した児童は0円として計算する。また、22歳に達する日以後の最初の3月31日を経過した以降の者は児童の人数として数えない。
| 子の年齢 | 順番   | 手当（月額） | 備考    |
| -------- | ------ | ------------ | ------- |
| 2歳      | 一人目 | 15,000円     | 3歳未満 |
| 合計     |        | 15,000円     |         |

| 子の年齢 | 順番   | 手当（月額） | 備考              |
| -------- | ------ | ------------ | ----------------- |
| 10歳     | 一人目 | 10,000円     | 3歳以上小学生以下 |
| 合計     |        | 10,000円     |                   |

| 子の年齢 | 順番   | 手当（月額） | 備考              |
| -------- | ------ | ------------ | ----------------- |
| 8歳      | 一人目 | 10,000円     | 3歳以上小学生以下 |
| 1歳      | 二人目 | 15,000円     | 3歳未満           |
| 合計     |        | 25,000円     |                   |

| 子の年齢 | 順番   | 手当（月額） | 備考                                    |
| -------- | ------ | ------------ | --------------------------------------- |
| 19歳     | 一人目 | 0円          | 18歳に達する日以後の最初の3月31日を経過 |
| 14歳     | 二人目 | 10,000円     | 中学生                                  |
| 7歳      | 三人目 | 30,000円     | 3人目以降なので30,000円                 |
| 合計     |        | 40,000円     |                                         |

| 子の年齢 | 順番   | 手当（月額） | 備考                                    |
| -------- | ------ | ------------ | --------------------------------------- |
| 19歳     | 一人目 | 0円          | 18歳に達する日以後の最初の3月31日を経過 |
| 16歳     | 二人目 | 10,000円     | 高校生                                  |
| 14歳     | 三人目 | 30,000円     | 3人目以降なので30,000円                 |
| 10歳     | 四人目 | 30,000円     | 3人目以降なので30,000円                 |
| 合計     |        | 70,000円     |                                         |

| 子の年齢 | 順番   | 手当（月額） | 備考                                                 |
| -------- | ------ | ------------ | ---------------------------------------------------- |
| 23歳     | -      | 0円          | 22歳の年度末を経過しているので、「児童」にあたらない |
| 19歳     | 一人目 | 0円          | 18歳に達する日以後の最初の3月31日を経過              |
| 11歳     | 二人目 | 10,000円     |                                                      |
| 7歳      | 三人目 | 30,000円     | 3人目以降なので30,000円                              |
| 合計     |        | 40,000円     |                                                      |

#### 特例給付
当分の間、所得制限の規定（後述）により児童手当が支給されないものに対し、中学校終了前の児童1人当たり5,000円が支給されていた（附則第2条）が、2024年10月に所得制限撤廃に伴い廃止された。

### 手当の支給
児童手当は、手当を受けようとする者が、自分の住む市町村長に請求することによって、請求の翌月から支給が開始される（第7条）。児童が別の市区町村に居住していても良い。出生届や転入届といった住民票や戸籍上の手続きだけでは支給されず、別に児童手当に関する手続きを行なう必要がある。児童手当を受けようとする者が公務員の場合、それぞれ所属先に請求する（第17条）。
請求の結果、支給が決定されると、市町村長は前述の方法によって計算した額を、毎年2月・6月・10月に前月までの4ヶ月分をまとめて支給する（第8条）。支給は一般的には受給者が指定する金融機関の口座に振り込まれるが、市区町村によっては窓口において直接手渡す。また、児童の数が増減したときには届け出る必要があるほか、年に1回（通常6月）児童の養育状況や前年の所得を確認するための現況届を提出しなければならない（第26条）。正当な理由なく現況届を提出しない場合、児童手当の支払を一時差しとめることができる（第11条）。
2022年11月支給分より児童手当の制度が一部変更され、特例給付の支給に係わる所得上限が設けられた。また、現況届の提出が一部の受給者を除き不要となった。
2024年12月支給分より、前月までの2ヶ月分を偶数月にまとめて支給するように改正された。

### 財政
給付費の負担は、原則として国：都道府県：市町村＝4：1：1で負担し、それに一般事業主からの拠出金が加わる。被用者であるか否か・公務員の区分は、毎年6月1日現在の区分による（第18条6項）。
|                                                                                           | 国                         | 都道府県                   | 市町村                     | 事業主拠出                 |
| ----------------------------------------------------------------------------------------- | -------------------------- | -------------------------- | -------------------------- | -------------------------- |
| - 本人は被用者であり、児童は3歳未満                                                       | 16/45                      | 4/45                       | 4/45                       | 7/15                       |
| - 本人は被用者でない - 本人は被用者であり、児童が3歳以上 - 公務員でない者に対する特例給付 | 2/3                        | 1/6                        | 1/6                        | N/A                        |
| - 公務員（特例給付を含む）                                                                | それぞれの所属先が全額負担 | それぞれの所属先が全額負担 | それぞれの所属先が全額負担 | それぞれの所属先が全額負担 |

- 国庫は、毎年度、予算の範囲内で、児童手当に関する事務の執行に要する費用（市町村長が支給する児童手当の事務の処理に必要な費用を除く。）を負担する（第18条5項）。
- 政府は市町村に対し、市町村長が支給する児童手当の支給に要する費用のうち、上の表で定めた額をそれぞれ交付する（第19条）。
- また政府は、被用者に対する児童手当の支給に要する費用（3歳に満たない児童に係る児童手当の額に係る部分に限る。）、3歳未満児の保育を行う保育所等の運営費、地域子ども・子育て支援事業のうち延長保育事業、放課後児童健全育成事業、病児保育事業に要する費用、仕事・子育て両立支援事業（企業主導型保育事業、企業主導型ベビーシッター利用者支援事業）に要する費用、に充てるため、一般事業主から拠出金（子ども・子育て拠出金、旧・児童手当拠出金）を徴収する（子ども・子育て支援法第69条）。児童手当等に事業主の負担を求めるのは、子ども・子育て支援法により、児童の育成にかかる費用を社会全体で負担するという考え方に基づく。

### 所得制限
| 扶養親族等の数 | 所得額 | 収入額 |
| -------------- | ------ | ------ |
| 0人            | 622    | 833.3  |
| 1人            | 660    | 875.6  |
| 2人            | 698    | 917.8  |
| 3人            | 736    | 960.0  |
| 4人            | 774    | 1002.1 |
| 5人            | 812    | 1042.1 |

収入額は、所得額に給与所得控除額等相当分を加算した額。実際の適用は所得額で行い、収入額は用いない。
受給者の所得による資格制限（ミーンズテスト）があり、手当を受けようとする者の所得税法（昭和40年法律第33号）上の前年12月31日における所得が一定額以上であると、児童手当は支給されない（第5条）。ただし給付を受ける者が未成年後見人たる法人である場合、所得制限は行われない。
所得制限は受給者（通常は父または母）の1人分の所得で判定し、父母2人の所得を合算するようなことはしない。父母のうち所得の多い者が所得制限にかかる場合は、所得の多い者を受給者として扱い、特例給付の支給となる。
扶養親族等の数とは、税法上の配偶者控除対象者と扶養控除対象者の数（扶養親族、施設入所等児童を除く、16歳以上のみ）、扶養親族等でない児童で前年の12月31日において生計を維持したものの数をいう。扶養親族等の数が6人以上の場合の所得額ベースの限度額は、1人につき38万円（扶養親族等が老人控除対象配偶者又は老人扶養親族であるときは44万円）を加算した額。
所得の算定は、児童手当法第5条及び児童手当法施行令第3条の規定により、次のものを合算する。
- 総所得金額（利子所得、配当所得、不動産所得、事業所得、給与所得、譲渡所得、雑所得、一時所得（いずれも総合課税のもの））
- 退職所得金額（確定申告したもの）
- 山林所得金額
- 土地等に係る事業所得等（地方税法附則33条の3第5項）
- 長期譲渡所得（地方税法附則34条4項）
- 短期譲渡所得（地方税法附則35条5項）
- 先物取引に係る雑所得等（地方税法附則35条の4第4項）
- 条約適用利子等・条約適用配当等（租税条約等の実施に伴う所得税法、法人税法及び地方税法の特例等に関する法律3条の2の2第10項及び第12項）

株式の譲渡所得は、児童手当法施行令3条に列挙されていないため、立法趣旨は不明であるが、確定申告をした場合であっても所得の算定に含まれない。

#### 所得から控除できる額
所得制限限度額を計算するとき、下記の金額は地方税法上の所得額から控除することができる。
- 一律控除（社会保険料等相当額） 80,000円
- 普通障害者控除 270,000円
- 寡婦（夫）控除 270,000円
- 勤労学生控除 270,000円
- 特別障害者控除 400,000円
- 寡婦特例控除 350,000円
- 雑損、医療費、小規模企業共済等掛金控除 各控除額に相当する実額

### 受給資格者の申出による学校給食費等の徴収等
市町村長は、受給資格者が、児童手当の支払を受ける前に、当該児童手当の額の全部又は一部を、学校給食費その他これらに類するものとして内閣府令で定める費用のうち当該受給資格者に係る中学校修了前の児童に関し支払うべきものの支払に充てる旨を申し出た場合には、当該児童手当の額のうち当該申出に係る部分を、当該費用に係る債権を有する者に支払うことができる（第21条2項）。この支払があったときは、当該受給資格者に対し当該児童手当（同項の申出に係る部分に限る。）の支給があつたものとみなす（第21条3項）。

### 日本での変遷
諸外国における児童手当制度の成立・発展の中、日本の社会保障制度を構築するにあたって年金や健康保険と同様に児童手当制度を創設すべきであるという主張は昭和30年代からなされていた。政府は1961年6月に中央児童福祉審議会の特別部会として児童手当部会を発足させ、部会は他国の制度や日本の家庭の実態から児童手当制度の創設を検討し、1964年には中間報告を発表した。この中では「社会保険の制度として」「第1子から」「義務教育終了時までまたは18歳まで」「児童の最低生活費を維持するもの」としての児童手当制度が提言されていた。その後、厚生大臣の懇談会「児童手当懇談会」の報告（1968年）、厚生大臣の審議会「児童手当審議会」の中間答申（1970年）を経て、1971年に児童手当法が成立し、翌年1月1日（沖縄県は日本復帰した同年5月15日）から制度が開始されることになった。成立当初は3人以上の児童がいる場合に、3人目以降が5歳未満の場合に1人月額3,000円を支給する制度であった。
| 改正年月 | 対象年齢（下線は通称）                     | 支給月額                       | 備考                                                                                      |  |
| -------- | ------------------------------------------ | ------------------------------ | ----------------------------------------------------------------------------------------- |  |
| 1972年   | 第3子以降 5歳未満                          | 3,000円                        | 年齢は段階的に引き上げを明示                                                              |  |
| 1973年   | 第3子以降 10歳未満                         | 3,000円                        |                                                                                           |  |
| 1974年   | 第3子以降 義務教育修了前                   | 4,000円                        |                                                                                           |  |
| 1975年   |                                            | 5,000円                        |                                                                                           |  |
| 1978年   |                                            | 5,000円（6,000円）             | 支給月額のカッコ内は低所得者（市町村民税所得割非課税者）に対する特例                      |  |
| 1979年   |                                            | 5,000円（6,500円）             |                                                                                           |  |
| 1981年   |                                            | 5,000円（7,000円）             |                                                                                           |  |
| 1986年   | 第2子 - 2歳未満 第3子以降 - 義務教育終了前 | 2,500円 / 5,000円              | 所得割非課税者の特例廃止。支給月額は 第2子 / 第3子以降                                    |  |
| 1987年   | 第2子 - 4歳未満 第3子以降 - 9歳未満        |                                |                                                                                           |  |
| 1988年   | 第2子以降 6歳まで小学校就学前              |                                |                                                                                           |  |
| 1991年   | 第1子 - 1歳未満 第2子以降 - 5歳未満        | 5,000円 / 10,000円             | 支給月額は 第1子・第2子 / 第3子以降                                                       |  |
| 1992年   | 第1子 - 2歳未満 第2子以降 - 4歳未満        |                                |                                                                                           |  |
| 1993年   | 第1子以降 3歳未満                          |                                |                                                                                           |  |
| 2000年   | 第1子以降 6歳まで（小学校就学前）          |                                |                                                                                           |  |
| 2004年   | 第1子以降 9歳まで（小学校第3学年修了前）   |                                |                                                                                           |  |
| 2006年   | 第1子以降 12歳まで（小学校修了前）         |                                |                                                                                           |  |
| 2007年   |                                            |                                | 3歳未満は第1・2子でも10,000円                                                             |  |
| 2010年   | 第1子以降 15歳まで（中学校修了前）         | 13,000円                       | 子ども手当、所得制限なし、年少扶養控除廃止                                                |  |
| 2012年   |                                            | 15,000円 / 10,000円            | 所得制限あり。支給月額は3歳未満又は第3子以降で小学校修了前 / それ以外                     |  |
| 2024年   |                                            | 15,000円 / 10,000円 / 30,000円 | 所得制限なし。支給月額は第2子までの3歳未満 / 第2子までの3歳以上高校生年代まで / 第3子以降 |  |

この変遷と同時に、手当を受けようとするものの所得制限の額も変遷している。制度発足当初からは平均所得の伸びに伴い、所得の限度額は上昇していったが、1982年の行政改革特例法により所得制限が強化され、限度額は引き下げられた。その後、物価上昇に伴って所得制限額は少しずつ上昇していき、2001年に大幅に引き上げられた。また、国の少子化対策として、支給対象者を全体のおよそ90%に引き上げるため、2006年4月から所得制限がさらに緩和され、2010年以降（子ども手当）は所得制限がなくなった。その後、2012年から再び所得制限が設定されたが、2024年に再び所得制限がなくなった。

### 日本の児童手当制度の問題点
- 児童がいることに対する経済的支援としての扶養控除との関係の不明確さも指摘されている。児童手当と扶養控除とは、ともに家族がいる家庭に対して経済的に支援を行なうという点で目的が一致するが、児童手当は（所得制限を超える）高所得者に恩恵がなく、扶養控除は低所得者（非課税者など）では恩恵がなくなる。低所得者に対する支援の観点からは、扶養控除より児童手当を拡充すべきであるが、年少扶養控除（年齢16歳未満の扶養親族に対する扶養控除）・年齢16歳以上19歳未満の扶養親族に対する扶養控除の上乗せ部分（25万円）、および配偶者控除廃止による増税、さらには2009年度補正予算で廃案になった多くの支援予算や雇用・医療・介護などの緊急手当てなどの廃止、さらには国債の増発、地方へ負担を強いることに対しても反発も大きく、OECDは子ども手当よりも保育施設の充実などを行うべきだと指摘している。これらをどのように配分して児童を養育する家庭への支援を行なっていくかは、政府の少子化対策の一つの課題である。

- 児童養護施設に住む親がいない児童などには不支給だったが[23]、子ども手当でも問題は引き継がれ、2011年の法改正で支給とその積み立てが可能となった。

#### 在日外国人の子供への支給
- 在日外国人の子供にも支給が認められる。外国人が出生証明書を海外で偽造、他人の子供を実子として申請し不正受給する例や、また、外国人男女の子供を日本人が偽装認知し子供に日本国籍を取得させ、(偽装認知の追及を逃れるために)子供を海外に出国させて児童手当を受給するなどといった手口がある。

- 在日外国人が本国へ残した日本国籍ではない子供への支給は[23]、子ども手当でも問題は引き継がれたが、2011年の法改正で不支給となった。

以下は外国人による不正受給の検挙例
- 2006年6月、中国籍の知人の子を実子と偽って神戸市に申請し、出産育児一時金30万円と児童手当11カ月分6万5000円を受け取った疑いで住所不定の中国人女が逮捕された。[24]
- 2010年、中国人男女の子供を偽装認知で日本人との嫡出子として届出、出産育児一時金35万円と児童手当を年間6万円搾取したとして、日本人男と中国人女が逮捕された。子供は中国に出国していた。[25]

## 関連事項
- 児童扶養手当
- 子ども・子育て支援法
- 子育て応援特別手当
- 子ども手当
- レーベンスボルン
- 日本の福祉